# Troupes de défense NBC russes
 (juillet 2025).
Si vous disposez d'ouvrages ou d'articles de référence ou si vous connaissez des sites web de qualité traitant du thème abordé ici, merci de compléter l'article en donnant les références utiles à sa vérifiabilité et en les liant à la section « Notes et références ».
Les troupes de défense NBC (en russe : Войска радиационной, химической и биологической защиты Российской Федерации, « troupes de défense radiologique, chimique et biologique de la fédération de Russie » ; abrégé Войск РХБЗ en russe, qui se transcrit Voïsk RXBE) sont une composante des forces terrestres russes.
Ses unités sont chargées de la lutte contre les effets des armes nucléaire, radiologique, biologique et chimique (les armes de destruction massive), mais aussi de la sécurité civile en cas d'accident nucléaire, bactériologique, chimique ou environnemental. Ils doivent donc protéger non seulement les unités et infrastructures des forces armées russes, mais aussi la population civile et l'environnement, en temps de guerre comme en temps de paix. La désinfection des locaux, le camouflage par écran de fumée, les chars lance-flammes (BMO-T), les armes thermobariques (RPO-A Chmel et TOS-1) ainsi que les armes NBC tactiques sont aussi dans leurs attributions. La spécialisation de ses membres se fait à l'Académie militaire de protection NBC maréchal Semion Timochenko (Военная академия радиационной, химической и биологической защиты (ru) Маршала Советского Союза С. К. Тимошенко), à Kostroma.

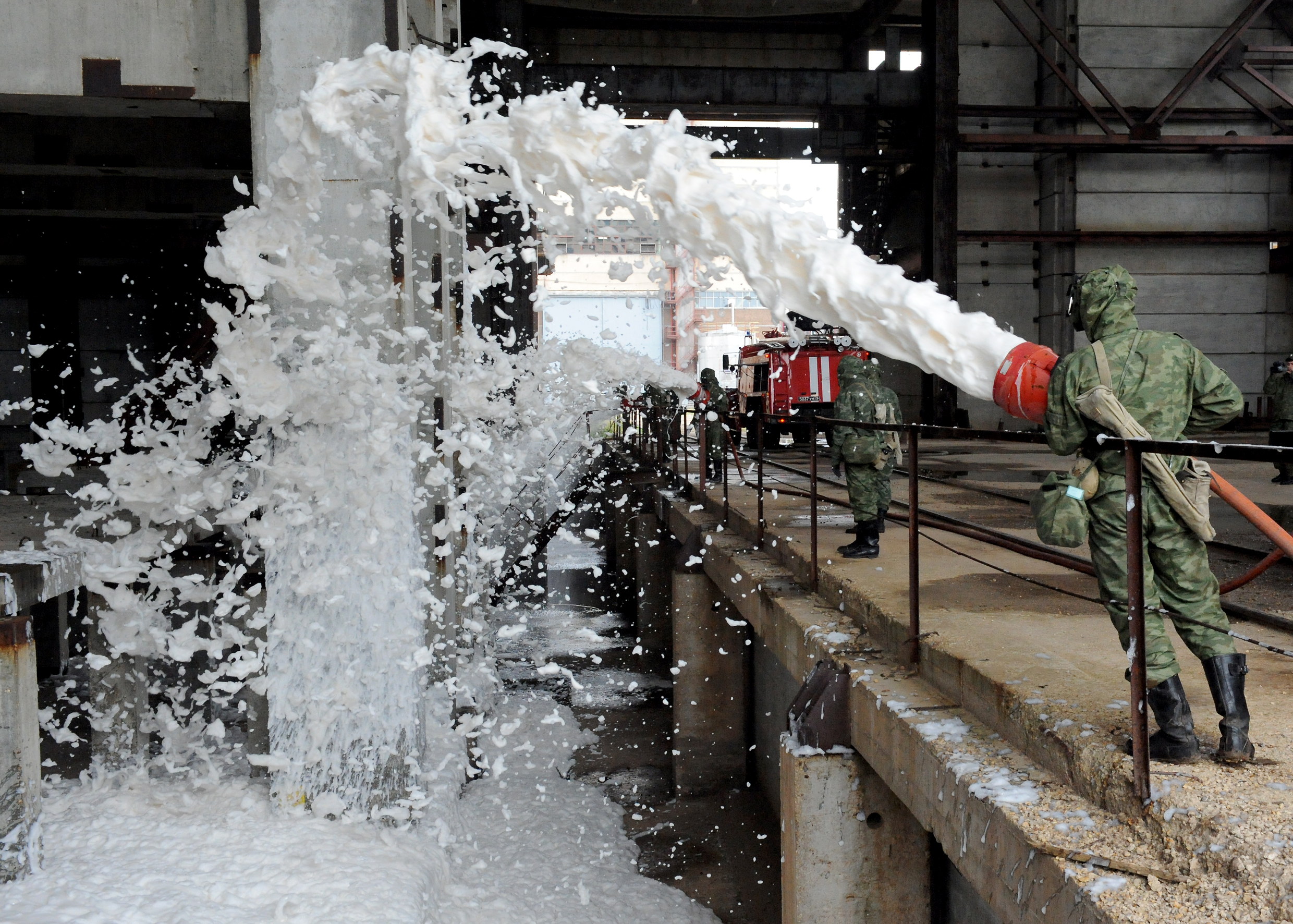
Entraînement à la décontamination à la centrale nucléaire de Balakovo le 30 septembre 2009.

En 2020, des détachements de défense NBC russes ont été envoyés en Italie et en Serbie dans le cadre de la lutte contre la Covid-19. Le vaccin Spoutnik V a été développé en collaboration entre le 48e institut de recherche des troupes de défense NBC, l'Institut de recherche Gamaleïa d'épidémiologie et de microbiologie (à Moscou) et le Centre national de recherche en virologie et biotechnologie VEKTOR (à Koltsovo, près de Novossibirsk).

## Unités
Chaque district militaire dispose d'une brigade de défense NBC, chaque armée d'un régiment de défense NBC, chaque division et brigade (de fusiliers motorisés ou de chars) d'une compagnie de défense NBC.
- 1re brigade mobile de défense NBC, unité n° 71432, à Chikhany-2 dans l'oblast de Saratov (dépendant du district militaire central) ;
- 16e brigade de défense NBC Khinganskaïa (« du Khingan », franchit lors de l'offensive de Mandchourie août 1945), no 07059, à Lessozavodsk dans le kraï du Primorié (district militaire est) ;
- 27e brigade de défense NBC, no 11262, à Koursk (district militaire ouest) ;
- 28e brigade de défense NBC, no 65363, à Kamychine dans l'oblast de Volgograd (district militaire sud) ;
- 29e brigade de défense NBC, no 34081, à Iekaterinbourg (district militaire central) ;
- 2e régiment de défense NBC, no 18664, à Samara (2e armée) ;
- 4e régiment de défense NBC, no 86862, à Sébastopol ;
- 6e régiment de défense NBC, no 12086, à Sapernoe dans le raïon de Priozersk de l'isthme de Carélie (6e armée) ;
- 9e régiment de défense NBC (intervention d'urgence), no 29753, à Chikhany-2 ;
- 10e régiment de défense NBC, no 55121, à Topchikha dans le kraï de l'Altaï (41e armée) ;
- 19e régiment de défense NBC, no 56313, à Gorny/Chita-46 dans le kraï de Transbaïkalie (29e armée) ;
- 20e régiment de défense NBC, no 12102, à Tsentralny dans l'oblast de Nijni Novgorod (1re armée de chars) ;
- 25e régiment de défense NBC, no 58079, à Lessozavodsk dans le kraï du Primorié (5e armée) ;
- 26e régiment de défense NBC, no 62563, à Onohoi-2 en Bouriatie (36e armée) ;
- 35e régiment de défense NBC, no 59792, à Belogorsk de l'oblast de l'Amour (35e armée) ;
- 39e régiment de défense NBC, no 16390, à Oktiabrski dans l'oblast de Volgograd (8e armée) ;
- 40e régiment de défense NBC, no 16383, à Troitskaïa en Ingouchie (58e armée) ;
- 70e bataillon séparé de lanceurs de flammes, no 41474, à Razdolnoye dans le kraï du Primorié ;
- 282e centre d'entraînement des troupes de défense NBC, no 19889, à Bolshoye Bunkovo près de Noguinsk dans l'oblast de Moscou ;
- base de stockage pour la défense NBC, no 42733, à Khabarovsk ;
- base de stockage des troupes NBC, no 42737, à Lesnoï Gorodok près d'Odintsovo dans l'oblast de Moscou ;
- 27e centre de recherche du ministère de la Défense, à Moscou ;
- 48e centre de recherche du ministère de la Défense, à Сергиев Посад-6 dans l'oblast de Moscou, ainsi qu'à Ekaterinbourg et Kirov.